# Dominancia incompleta
La dominancia incompleta es la interacción genética en la cual los homocigotos son fenotípicamente diferentes a los heterocigotos. Los cruzamientos que tienen una dominancia incompleta son aquellos en los que no existe rasgo dominante, ni recesivo. Suponiendo que la forma de los ojos estuviera determinada por un gen cuyo homocigoto dominante de forma grande y redonda y el homocigoto recesivo da una forma semi-alargada, y el heterocigoto resulte con forma achatada y más alargada que la de cualquier progenitor homocigoto para esta característica, se puede tener el ejemplo en los progenitores IJ y KL y mostrándose en el heterocigoto IJKL'. Hay dos tipos.

## Codominancia
En los cruzamientos en los que hay codominancia, en los heterocigotos los dos genes alelos se expresan, pero sin «unirse». Por ejemplo: al cruzar una vaca y un toro, de líneas puras, siendo la vaca café rojiza y el toro blanco, la generación filial será 100% Heterocigota y 100% manchados. Para simbolizar los genes de los individuos se usa la letra inicial del rasgo (en el caso anterior C - color del pelaje-).

## Ejemplos
En animales son ejemplos de dominancia incompleta (rasgo drepanocítico) el caso de la anemia de células falciformes y el rasgo falciforme. Otro ejemplo se observa en el color de las plantas de los coleus.